# Stücke im Volkston

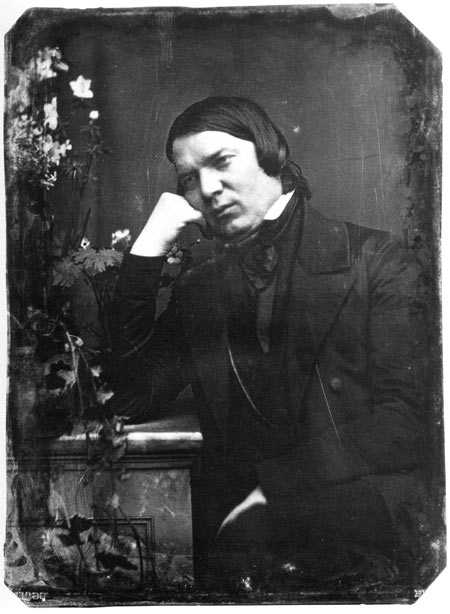
Robert Schumann en 1850.

Fünf Stücke im Volkston (Cinco piezas en el estilo popular), Op. 102 es un conjunto de cinco piezas camerísticas para piano y violonchelo compuestas por Robert Schumann en 1849. La obra está dedicada a Johann Andreas Grabau.

## Historia
Durante el año 1849 Schumann compuso las Cinco piezas en el estilo popular, Op. 102, las Tres romanzas para oboe y piano, Op. 94 así como las Fantasiestücke para clarinete y piano, Op. 73. Estas tres colecciones tienen mucho en común: no sólo Schumann permitió sustituciones del instrumento principal en todas ellas, sino que ninguna es difícil de interpretar, al estar diseñadas principalmente para músicos aficionados de buen calibre. Al año siguiente escribió su Concierto para violonchelo, Op. 129 que junto con la opus 102 ha contribuido a crear el canon de la literatura para violonchelo del Romanticismo. También escribió otra obra para piano y violonchelo titulada Cinco romanzas o Phantasiestücke en noviembre de 1853, que permanecieron inéditas. En marzo de 1855 Schumann escribió a Brahms desde Endehich expresándole su intención de publicarlas con la editora Breitkopf & Härtel. Más tarde su esposa Clara Schumann, con la aprobación de Brahms, consideró que las obras no eran dignas de publicación y las destruyó junto con otros manuscritos en 1893, ya que ella temía que podrían ser publicadas tras su muerte.
El 15 de abril de 1849 en el Haushaltbuch de Schumann aparece el registro de haber completado "cuatro piezas para violonchelo" y dos días más tarde se puede leer "quinta pieza para violonchelo". Al parecer las interpretó para su esposa Clara unos días después y ella anotó en su diario el 19 de abril:

Estas son las piezas en estilo popular, que me cautivaron por completo con su frescura y originalidad.

La primera publicación de las piezas del opus 102 fue llevada a cabo por Carl Luckhardt en Kassel en septiembre de 1851. Este mismo editor publicó también otros duetos del maestro alemán como Fantasiestücke, Op. 73 y Märchenbilder, Op. 113. Al igual que ocurre con otros dúos de Schumann estas piezas fueron publicadas además en una versión alternativa para violín, con algunas modificaciones resultantes del uso de un instrumento musical diferente pero también incluyen cambios en la parte de piano en algunos de los movimientos. La dedicatoria de esta obra es para Johann Andreas Grabau, un violonchelista perteneciente a la orquesta de la Gewandhaus de Leipzig.
La primera interpretación privada de las piezas se llevó a cabo, con motivo del cumpleaños del compositor, el 8 de junio de 1850 con el dedicatario, Andreas Grabau, al violonchelo y Clara al piano. El estreno público de esta obra se celebró el 6 de diciembre de 1859 en la Gewandhaus de Leipzig con la interpretación del célebre violonchelista Friedrich Grützmacher con el acompañamiento al piano de Clara. El violinista Joseph Joachim ya había interpretado en público una de las cinco piezas en la versión para violín en un recital que tuvo lugar en Gotinga en agosto de 1853.

## Estructura y análisis musical
La colección consta de cinco piezas:
- I. Mit humor (Con humor), en la menor, "Vanitas vanitatum" 2
4
- II. Langsam (Lentamente), en fa mayor 2
4
- III. Nicht schnell, mit viel Ton zu spielen (No rápido, para ser tocado con gran entonación), en la menor 6
8
- IV. Nicht zu rasch (No demasiado rápido), en re mayor 4
4
- V. Stark and markirt (Fuerte y marcado), en la menor 2
4

Todas las piezas están afinadas y carecen casi por completo de conflicto. Si hay una palabra que describa mejor el carácter de estas piezas, podría ser meloso. Todas son melódicamente atractivas e irradian tranquilidad. Las tres centrales son ligeramente más atractivas, siendo la tercera especialmente encantadora por su rico romanticismo, tanto en la escritura para violonchelo como en la del piano. La segunda tiene una dulzura pastoral, mientras que la cuarta comienza en un estado de ánimo muy vivo y alegre, para luego ceder el paso a una melodía hipnotizadora. Todas estas piezas merecen la pena, ya que la hábil imaginación de Schumann nunca deja de encantar.